# Röshult
Röshult is een plaats in de gemeente Ulricehamn in het landschap Västergötland en de provincie Västra Götalands län in Zweden. De plaats heeft 98 inwoners (2005) en een oppervlakte van 12 hectare.